# Gustavo Silva de Oliveira
Gustavo Silva de Oliveira, meglio noto come Gustavo (11 settembre 2002), è un calciatore brasiliano, centrocampista dell'Ittihad Kalba in prestito dallo Shabab Al-Ahli.

## Caratteristiche tecniche
È un trequartista.

## Carriera

### Club
Cresciuto nel settore giovanile del Ceará, nel 2020 viene acquistato a titolo definitivo dallo Sport Recife; debutta in prima squadra il 22 gennaio 2021 in occasione dell'incontro di Série A perso 3-0 contro il Corinthians.

### Nazionale
Ha giocato nella nazionale brasiliana Under-20.

## Statistiche
Statistiche aggiornate al 25 giugno 2021.

### Presenze e reti nei club
| Stagione        | Squadra         | Campionato      | Campionato | Campionato | Coppe nazionali | Coppe nazionali | Coppe nazionali | Coppe continentali | Coppe continentali | Coppe continentali | Altre coppe | Altre coppe | Altre coppe | Totale | Totale | Totale |
| Stagione        | Squadra         | Comp            | Pres       | Reti       | Comp            | Pres            | Reti            | Comp               | Pres               | Reti               | Comp        | Pres        | Reti        | Pres   | Reti   |        |
| --------------- | --------------- | --------------- | ---------- | ---------- | --------------- | --------------- | --------------- | ------------------ | ------------------ | ------------------ | ----------- | ----------- | ----------- | ------ | ------ | ------ |
| 2020            | Sport Recife    | A1/PE+A         | 0+4        | 0          | CB              | 0               | 0               |                    | -                  | -                  |             | -           | -           | 4      | 0      |        |
| 2021            | Sport Recife    | A1/PE+A         | 5+5        | 0          | CB              | 1               | 0               |                    | -                  | -                  | CdN         | 7           | 0           | 18     | 0      |        |
| Totale carriera | Totale carriera | Totale carriera | 14         | 0          |                 | 1               | 0               |                    | -                  | -                  |             | 7           | 0           | 22     | 0      |        |